# Westeinde (Zoeterwoude)
Westeinde is een buurtschap in de gemeente Zoeterwoude met ongeveer 110 inwoners. Westeinde is eigenlijk een (voor auto's) doodlopende weg van circa 2 km lengte ten westen van Zoeterwoude-Dorp. Het ligt in het midden van de Grote Westeindse Polder.
De buurtschap is te bereiken via de dorpsstraat in Zoeterwoude-dorp alwaar een viaduct onder de N206 naar Westeinde leidt. Vanaf het doodlopende eind loopt een fietspad door de weilanden naar een punt op de N206 net ten noorden van Stompwijk.
Aan het einde van de weg bevindt zich het vogelreservaat Westeinde.

## Afbeeldingen

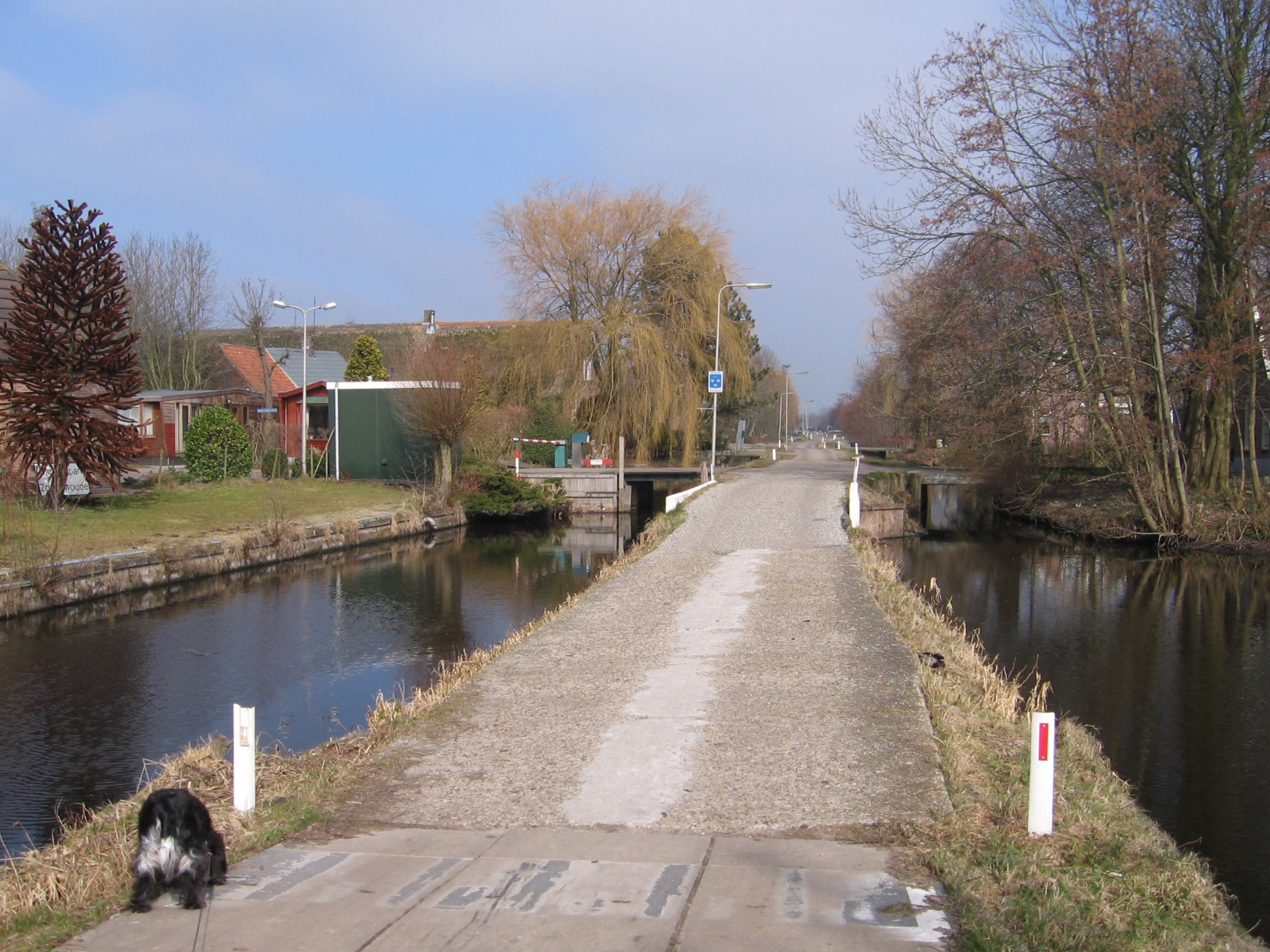
Doodlopende weg gaat over in zandpad
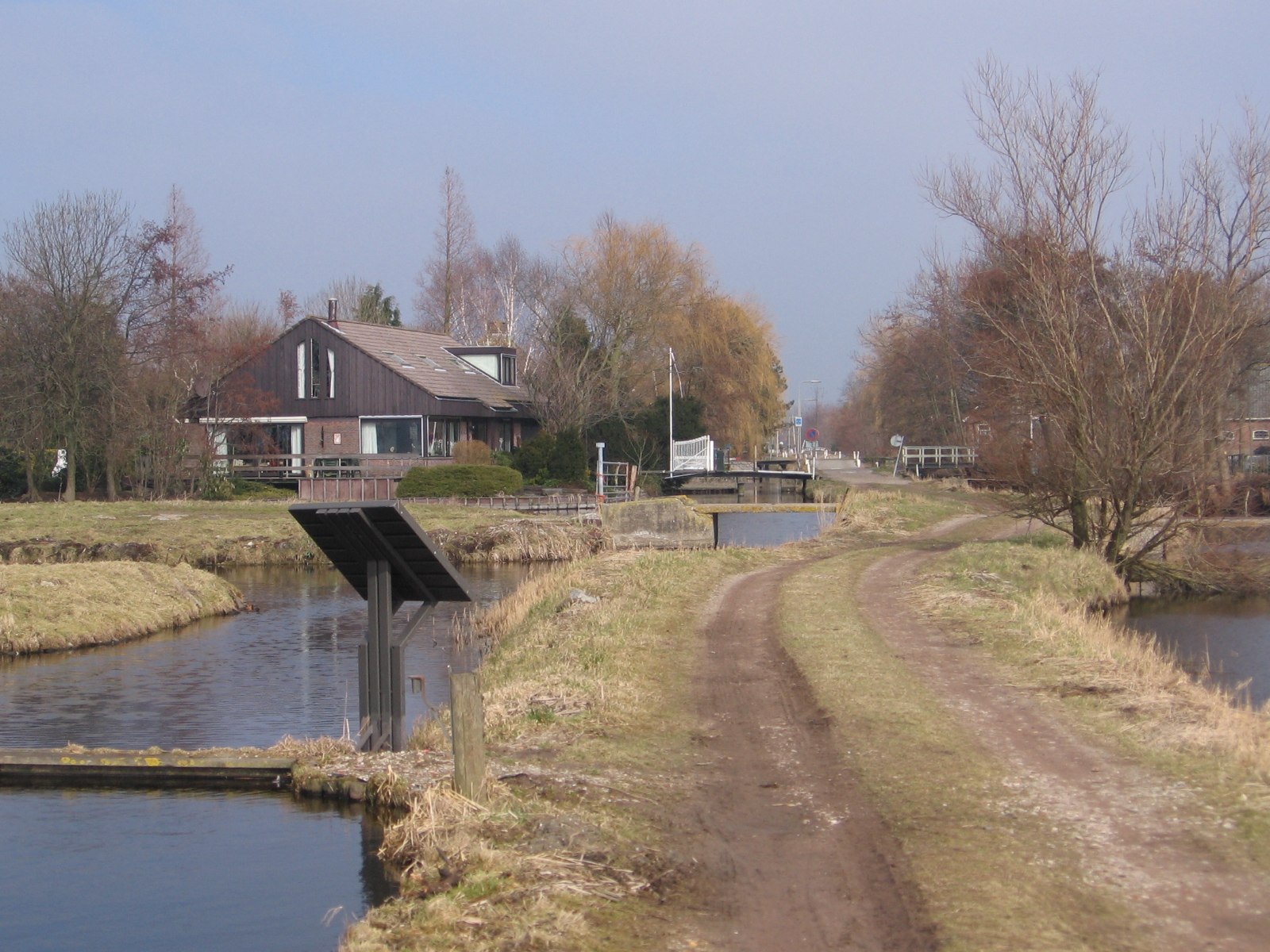
Westeinde
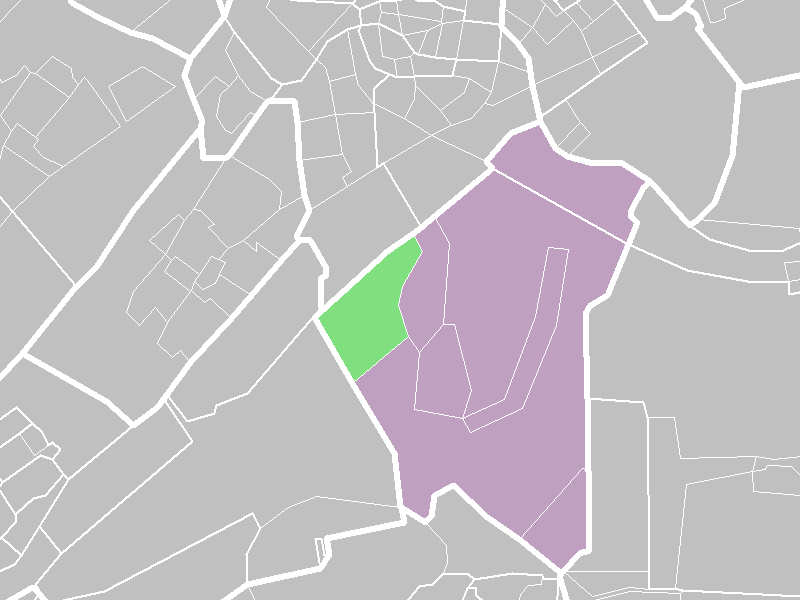
Afgrenzing volgens het CBS (groen)

Dorpen: Gelderswoude · Zoeterwoude-Dorp · Zoeterwoude-Rijndijk

Buurtschappen: Noord Aa · Miening · Weipoort · Westeinde · Zuidbuurt

Verspreide huizen: Geerpolder

Voormalige buurtschap: Hoogstraat · Noordbuurt 

Zuid-Holland: Steden en dorpen    Nederland: Provincies · Gemeenten